# Паскаль, Марта
Марта Паскаль Капдевила (исп. и кат. Marta Pascal Capdevila; род 10 апреля 1983, Вик, Каталония) — испанский политик, депутат Парламента Каталонии. С июля 2016 по июль 2018 года она была главным координатором Каталонской европейской демократической партии (PDeCAT).. С октября 2012 по февраль 2015 года Паскаль была президентом Националистической молодёжи Каталонии, а с июля 2015 до роспуска в июле 2016 года — пресс-секретарём Демократической конвергенции Каталонии (CDC).

## Биография
Марта Паскаль получила степень лиценциата в области политологии и управления в Университете Пумпеу Фабра и истории в Барселонском университете.
Она участвовала в лидерской программе Ordit, поддерживаемой Фондом Жауме Бофилла, в области государственного управления (IESE-Madrid), а ныне — в лидерской программе Vicens Vives (ESADE).
Паскаль занималась политикой в области образования в Международной ассоциации образовательских городов. С 2008 по 2011 год она возглавляла Департамент образования городского совета Вика, а с 2011 по 2012 год была советником министра образования в каталонском правительстве Ирене Ригау. Паскаль — член культурного центра "Òmnium Cultural" и покровительница Фонда Эдуарда Солера-школы Трабахо-дель-Рипольес. Она регулярно пишет для различных цифровых средств информации, таких как Nació Digital, Directe.cat и e-notícies.

### Политическая карьера
Паскаль стала членом Националистической молодёжи Каталонии (JNC) и молодежного отделения Демократической конвергенции Каталонии (CDC), к которой присоединилась в 2006 году. Она занимала должность вице-президента Националистической молодёжи Каталонии с декабря 2010 по 2012 год, а с октября 2012 года по февраль 2015 года — президента.
На выборах 2012 года Паскаль заняла 34-е место в списке Конвергенции и союза (CiU) и была избрана депутатом. На выборах 2015 года она была переизбрана, на этот раз от списка Вместе за «Да». 19 июля того же года она стала пресс-секретарём CDC.
23 июля 2016 года Паскаль была избрана главным координатором Каталонской европейской демократической партии (PDeCAT), партии-наследницы CDC. Она победила на праймериз с 87,76% голосов.